# The Undoing (minissérie)
The Undoing é uma minissérie de televisão americana de mistério e suspense psicológico baseada no romance de 2014, You Should Have Known, de Jean Hanff Korelitz. Foi escrita e produzida por David E. Kelley e dirigido por Susanne Bier. A minissérie é estrelada por Nicole Kidman e Hugh Grant e estreou na HBO em 25 de outubro de 2020.

## Elenco

### Principal
- Nicole Kidman como Grace Fraser
- Hugh Grant como Jonathan Fraser
- Édgar Ramírez como Detetive Joe Mendoza
- Noah Jupe como Henry Fraser
- Lily Rabe como Sylvia Steinetz
- Matilda De Angelis como Elena Alves
- Ismael Cruz Córdova como Fernando Alves
- Edan Alexander como Miguel Alves
- Annaleigh Ashford como Alexis Young
- Fala Chen como Jolene McCall
- Tarik Davis como Michael Hoffman
- Michael Devine como Detetive Paul O'Rourke
- Maria Dizzia como Diane Porter[4]
- Rosemary Harris como Janet Fraser
- Vedette Lim as Amanda Emory
- Janel Moloney como Sally Maybury
- Matt McGrath como Joseph Hoffman
- Jeremy Shamos como Robert Connaver
- Tracee Chimo Pallero como Rebecca Harkness
- Jason Kravits como Dr. Stuart Rosenfeld
- Donald Sutherland como Franklin Reinhardt
- Noma Dumezweni como Haley Fitzgerald
- Sofie Gråbøl como Catherine Stamper[5]
- Douglas Hodge como Robert Adelman
- Adriane Lenox como Juíza Layla Scott

## Episódios
| N.º na série | N.º na temp. | Título             | Dirigido por | Escrito por     | Exibição original      | Audiência nos Estados Unidos (milhões) |
| ------------ | ------------ | ------------------ | ------------ | --------------- | ---------------------- | -------------------------------------- |
| 1            | 1            | "The Undoing"      | Susanne Bier | David E. Kelley | 25 de outubro de 2020  | 0,676                                  |
| 2            | 2            | "The Missing"      | Susanne Bier | David E. Kelley | 8 de novembro de 2020  | 0,799                                  |
| 3            | 3            | "Do Not Harm"      | Susanne Bier | David E. Kelley | 8 de novembro de 2020  | 0,899                                  |
| 4            | 4            | "See No Evil"      | Susanne Bier | David E. Kelley | 15 de novembro de 2020 | 1,122                                  |
| 5            | 5            | "Trial by Fury"    | Susanne Bier | David E. Kelley | 22 de novembro de 2020 | 1,277                                  |
| 6            | 6            | "The Bloody Truth" | Susanne Bier | David E. Kelley | 29 de novembro de 2020 | 1,811                                  |

## Produção

### Desenvolvimento
Em 12 de março de 2018, foi anunciado que a HBO havia dado um pedido em série para a produção. A minissérie foi escrita por David E. Kelley, que também atua como produtor executivo ao lado de Nicole Kidman, Per Saari e Bruna Papandrea.  As produtoras envolvidas na série incluem Blossom Films, Made Up Stories e David E. Kelley Productions. Em 7 de novembro de 2018, foi relatado que Susanne Bier iria dirigir todos os episódios da série e servir como produtora executiva. Em 8 de março de 2020, foi anunciado que a série estava programada para estrear em 10 de maio de 2020. No entanto, foi adiado posteriormente para 25 de outubro de 2020, devido à pandemia de COVID-19.

### Seleção de elenco
Junto com o anúncio inicial da série, foi confirmado que, além da produção executiva da série, Nicole Kidman havia sido escalada para o papel feminino principal da série. Em novembro de 2018, foi anunciado que Hugh Grant e Donald Sutherland haviam sido escalados para papéis principais. Em 28 de janeiro de 2019, foi anunciado que Noah Jupe havia se juntado ao elenco principal. Em março, Fala Chen, Édgar Ramírez, Lily Rabe, Ismael Cruz Córdova e Matilda De Angelis foram adicionados ao elenco. Em abril de 2019, foi anunciado que Noma Dumezweni havia se juntado ao elenco. Também em abril de 2019, foi anunciado que Michael Devine havia se juntado ao elenco.

### Filmagens
O show foi filmado em Nova York e Kingston, Nova York. As filmagens planejadas em Shelter Island foram canceladas devido a objeções dos residentes e, portanto, as cenas da praia e das casas de praia foram filmadas em North Fork de Long Island.

## Recepção

### Crítica
No Rotten Tomatoes, a minissérie tem uma classificação de aprovação de 77% com base em 90 avaliações, com uma classificação média de 7,13/10. O consenso dos críticos do site diz: "The Undoing é um mistério lindamente filmado que se beneficia muito das performances de Nicole Kidman e Hugh Grant - se ao menos sua história fosse tão forte quanto seu poder de estrela." No Metacritic, tem uma pontuação média de 64 de 100 com base em 32 avaliações, indicando "avaliações geralmente favoráveis".
Kristen Baldwin, da Entertainment Weekly, deu à série uma nota 'B' e escreveu: "Através de todos os erros, decisões idiotas dos personagens, desvios oníricos, The Undoing me manteve adivinhando - e, claro, regozijando-se com o infortúnio de todos. Revendo a minissérie para a Rolling Stone, Alan Sepinwall deu 2 de 5 estrelas e disse: "É tudo extremamente mecânico, como uma versão expandida do filme de orçamento médio dos anos 90 que estrelaria Kidman e Grant em suas respectivas alturas  de celebridade."

### Audiência
A série ganhou força conforme a temporada continuou e quebrou recordes. Para a HBO, o programa fez história como a primeira série original da rede a ganhar audiência todas as semanas ao longo da temporada e o final foi a noite mais assistida na rede desde o final da 2ª temporada de Big Little Lies. Também se tornou o maior programa dos EUA a ser lançado na Sky no Reino Unido, batendo o recorde anteriormente detido por Game of Thrones.